# Adolf Grünbaum
Adolf Grünbaum (Colonia, Alemania; 15 de mayo de 1923-15 de noviembre de 2018) fue un filósofo y epistemólogo de nacionalidad estadounidense, considerado el heredero de Karl Popper en la crítica epistemológica al psicoanálisis. Era profesor de la Universidad de Pittsburgh y presidía el Centro para la Filosofía de la Ciencia de esta universidad.

## Biografía
Hijo de padres judíos, emigró a los Estados Unidos, estudió física y filosofía en la Universidad Wesleyana de Middletown, Connecticut, se graduó en 1944, y obtuvo su máster de postgrado en 1948 por la Universidad de Yale en 1948 y su doctorado en 1951. Entre 1956 y 1960, ostentó la cátedra Selfridge en la Universidad de Leigh en Bethlehlem, Pensilvania, se trasladó ese último año a Pittsburgh para ocupar la cátedra Andrew Melon de filosofía en la Universidad de dicha ciudad.
Por aquel entonces, impulsó la creación del Centro para la Filosofía de la Ciencia (Center for Philosophy of Science), que presidió desde 1978, con el apoyo de importantes académicos de su universidad, con una clara inspiración en el Centro para la Filosofía de la Ciencia de Minnesota, fundado por Herbert Feigl.
En 1985, fue profesor Werner Heisenberg en la Academia Bávara de las Ciencias y el profesor Gifford en la Universidad de St. Andrews.

## Obra
Su principal línea de trabajo estaba relacionada con la Cosmología y los diferentes tópicos alrededor de la epistemología. Desarrolló aportaciones a la filosofía en relación con los conceptos de espacio y tiempo, particularmente respecto a las relaciones de congruencia entre lo espacial y lo temporal en referencia a la Teoría de la Relatividad Especial.
También publicó importantes trabajos respecto a la religión y el psicoanálisis.
Algunas de sus publicaciones:
- Modern Science and Zeno's Paradoxes, 1968.
- Philosophical Problems of Space and Time, 1973.
- The Foundations of Psychoanalysis. Berkeley, University of California Press, 1984.
- Validation in the Clinical Theory of Psychoanalysis: A Study in the Philosophy of Psychoanalysis, 1993.
- Philosophy of Science in Action. Oxford University Press, 1994.